# Bob Gunton
Robert Patrick Gunton Jr. (ur. 15 listopada 1945 w Santa Monica) – amerykański aktor filmowy i teatralny, były żołnierz. Występował m.in. w roli naczelnika Samuela Nortona w filmie Skazani na Shawshank.
Uczęszczał na Uniwersytet Kalifornijski w Irvine.
W latach 1969–1971 był żołnierzem w Armii Stanów Zjednoczonych. Otrzymał Brązową Gwiazdę za odwagę za służbę w Wietnamie.

## Filmografia

### Filmy
- Prolongata (Rollover, 1981) jako Sal Naftari
- Lois Gibbs and the Love Canal (1982) jako Harry Gibbs
- Finnegan Begin Again (1985) jako Christian Jamison
- Nieruchomy (Static, 1986) jako Frank
- Adam – Pieśń trwa dalej (Adam: His Song Continues, 1986) jako Edgar Milton
- W szachu (Matewan, 1987) jako C.E. Lively
- Podrywacz artysta (The Pick-up Artist, 1987) jako Fernando Portacarrero
- Hothouse (1988) jako Leonard Schrader
- Urodzony 4 lipca (Born on the Fourth of July, 1989) jako doktor w szpitalu
- Chwała (Glory, 1989) jako generał Harker
- Unconquered (1989) jako George Wallace
- Panna młoda w czerni (The Bride in Black, 1990) jako Sydney
- Judgment (1990) jako monsignor Beauvais
- Brakujące elementy (Missing Pieces, 1991) jako pan Gabor
- JFK (1991) jako prezenter telewizyjny
- Perry Mason: Szklana Trumna (Perry Mason: The Case of the Glass Coffin, 1991) jako Asystent prokuratora okręgowego Scott Willard
- Misja Rekina (Mission of the Shark: The Saga of the U.S.S. Indianapolis, 1991) jako Chaplain
- Ladykiller (1992) jako Wolkowski
- Sinatra (1992) jako Tommy Dorsey
- Czas patriotów (Patriot Games, 1992) jako Przeprowadzający wywiad
- Jennifer 8 (Jennifer Eight, 1992) jako Goodridge
- Katastrofa na Alasce (Dead Ahead: The Exxon Valdez Disaster, 1992) jako Dietrick
- Reporter (The Public Eye, 1992) jako Older Agent
- Ned Blessing: The True Story of My Life (1992) jako Teksański kaznodzieja
- Tata na wagarach (Father Hood, 1993) jako Lazzaro
- Człowiek demolka (Demolition Man, 1993) jako George Earle
- Skazani na Shawshank (The Shawshank Redemption, 1994) jako Naczelnik Samuel Norton
- Dolores (Dolores Claiborne, 1995) jako pan Pease
- Gruba ryba (Kingfish: A Story of Huey P. Long, 1995) jako Franklin D. Roosevelt
- Honor kawalerzysty (In Pursuit of Honor, 1995) jako pułkownik Hardesty
- Ace Ventura: Zew natury (Ace Ventura: When Nature Calls, 1995) jako Burton Quinn
- Oblężenie Ruby Ridge (The Siege at Ruby Ridge, 1996) jako Bo Gritz
- Tajna broń (Broken Arrow, 1996) jako Pritchett
- Nieuchwytny (The Glimmer Man, 1996) jako Frank Deverell
- Spotkanie Elvisa z prezydentem Nixonem (Elvis Meets Nixon, 1997) jako Richard M. Nixon
- Zmiana nawyków (Changing Habits, 1997) jako biskup Creighton
- Czarna kawaleria (Buffalo Soldiers, 1997) jako pułkownik Grierson
- Północ w ogrodzie dobra i zła (Midnight in the Garden of Good and Evil, 1997) jako Finley Largent
- Patch Adams (1998) jako Dean Walcott
- Nietoperze (Bats, 1999) jako dr Alexander McCabe
- Gorączka wyborcza (Running Mates, 2000) jako senator Terrence Randall
- Gniew oceanu (The Perfect Storm, 2000) jako Alexander McAnally III
- Kiedy Bille pokonała Bobby’ego (When Billie Beat Bobby, 2001) jako Jerry Perenchio
- 61* (2001) jako Dan Topping
- Sceny Zbrodni (Scenes of the Crime, 2001) jako Steven
- Statek miłości (Boat Trip, 2002) jako kapitan
- W imię miłości (The Pact, 2002) jako James
- Dallas 362 (2003) jako Joe
- Ichabod! (2004) jako Baltus Van Tassel
- Jak być sobą (I Heart Huckabees, 2004) jako pan Silver
- Judasz (Judas, 2004) jako Arcykapłan Caiaphas
- Niezłomne (Iron Jawed Angels, 2004) jako Woodrow Wilson
- Believe in Me (2006) jako Hugh Moreland
- Otępienie (Numb, 2007) jako dr Townsend
- Transfer (Rendition, 2007) jako Lars Whitman
- Martwa cisza (Dead Silence, 2007) jako Edward Ashen
- Słaby punkt (Fracture, 2007) jako sędzia Gardner
- 24 Godziny: Wybawienie (24: Redemption, 2008) jako Ethan Kanin
- Player 5150 (2008) jako Nick
- The Least of These (2008) jako ojciec Thomas Peters
- Nowe życie (The Lazarus Project, 2008) jako ojciec Ezra
- Tenure (2009) jako William Thurber
- Highland Park (2010) jako Bert
- The Trial (2010) jako Joe Whetstone
- Prawnik z lincolna (film) (The Lincoln Lawyer, 2011) jako Cecil Dobbs
- Zabić Irlandczyka (Kill the Irishman, 2011) jako Jerry Merke
- Dorwać gringo (Get the Gringo, 2011) jako pan Kaufmann
- Operacja Argo (Argo, 2012) jako sekretarz Stanu Cyrus Vance
- Dopóki piłka w grze (Trouble with the Curve, 2012) jako Watson
- Highland Park (2013) jako Bert
- Decoding Annie Parker (2013) jako dr Benton
- Jimmy (2013) jako szeryf Brinson
- Ślepy traf (Runner Runner, 2013) jako Dean Alex Monroe
- Live at the Foxes Den (2013) jako Tony O’Hara
- Mountain Top (2014) jako Maxwell Forrest
- The 33 (2015) jako prezydent Sebastián Piñera
- The List (2015) jako pan Stern
- The Gettysburg Address (2016) jako William Herndon

### Seriale
- The Equalizer (1985) jako Cronin (gościnnie, 1 odcinek)
- Hothouse (1988) jako Leonard Schrader (7 odcinków)
- Policjanci z Miami (Miami Vice, 1988) jako Rivas (gościnnie, 1 odcinek)
- Prawo i porządek (Law & Order, 1990) jako Gil Himes (gościnnie, 1 odcinek)
- Prawnicy z Miasta Aniołów (L.A. Law, 1990) (gościnnie, 1 odcinek)
- Star Trek: Następne pokolenie (Star Trek: The Next Generation, 1991) jako kapitan Benjamin Maxwell (gościnnie, 1 odcinek)
- Gotowe na wszystko (Desperate Housewives, 2004–2006) jako Noah Taylor
- Pentagon: Sektor E (E-Ring, 2006) jako generał Hughes (3 odcinki)
- Pepper Dennis (2006) jako Dick (5 odcinków)
- Wzór (Numb3rs, 2006) jako Boyd Resnick (1 odcinek)
- Kobiecy Klub Zbrodni (Women’s Murder Club, 2007) jako Arthur Lazar (1 odcinek)
- The Batman (2007) jako Gorman (głos, 1 odcinek)
- 24 godziny (24, 2007–2010) jako Ethan Kanin (24 odcinki)
- Orły z Bostonu (Boston Legal, 2008) jako Attorney William Connolly (1 odcinek)
- Kulisy II wojny światowej (World War Two - Behind Closed Doors, 2009) jako Franklin Roosevelt (3 odcinki)
- Daredevil (2015) jako Leland Owlsley

## Nagrody
- Dwa razy otrzymał (1980, 1990) nominacje do Nagrody Tony w kategorii najlepszy aktor
- Otrzymał Nagrodę Clarence Derwent Awards dla najbardziej obiecującego aktora New New York 1980
- Otrzymał nominację do Nagrody Barrymore Award w kategorii najlepszy aktor